# Rösti

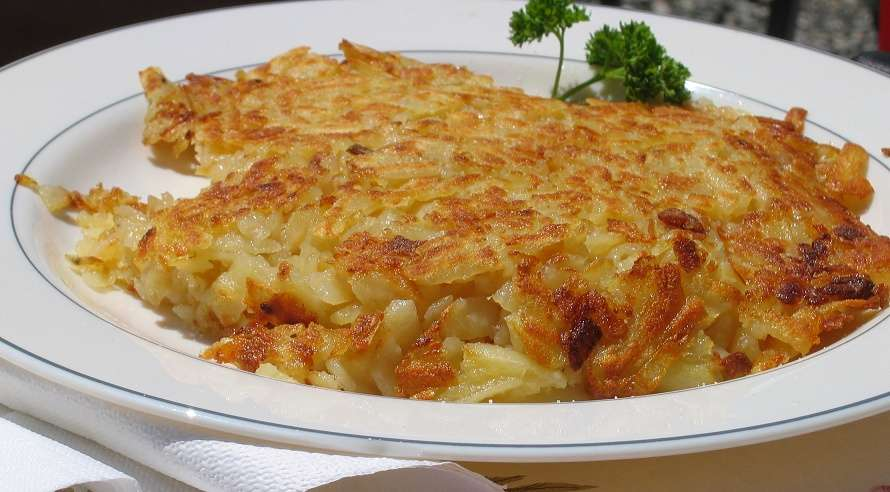
Een goudgebruinde rösti

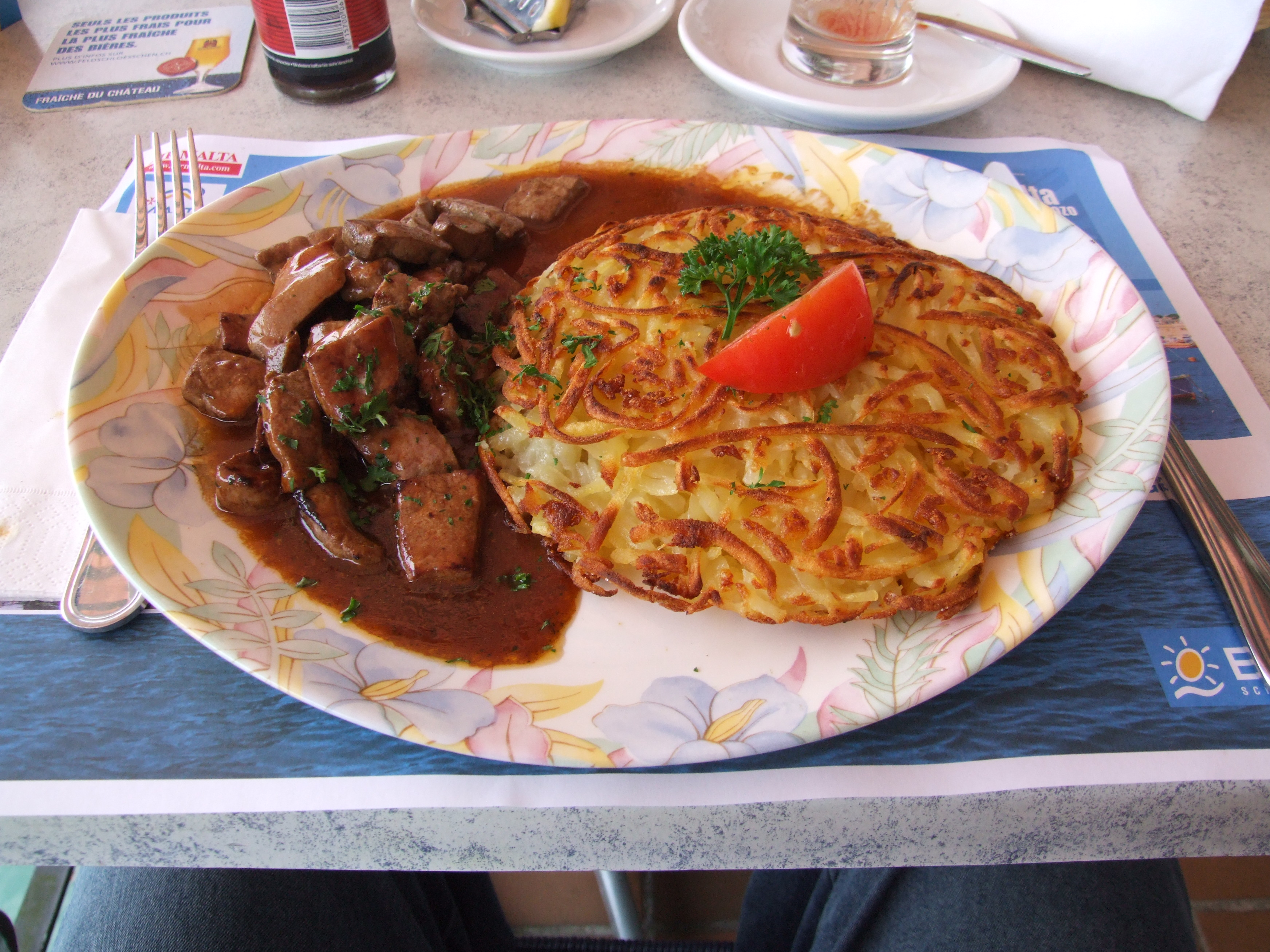
Leberli met Rösti

Rösti is een nationaal gerecht van Zwitserland. Het is een aardappelkoek die met name door het Duitstalige deel van de bevolking wordt gegeten. Oorspronkelijk aten boeren uit het kanton Bern het als ontbijt. 
Rösti bestaat uit geraspte aardappel die meestal in een ronde koekenpan wordt gebakken. Het wordt gegeten als bijgerecht naast vlees en groente, maar ook als hoofdgerecht. Verschillende ingrediënten kunnen in de rösti worden verwerkt, bijvoorbeeld spek, ui, kaas of appel. De ingrediënten worden gebonden door het natuurlijke zetmeel in de aardappel.
Er bestaan veel recepten voor de aardappelkoek. Over het gebruik van voorgekookte- of juist rauwe aardappelen, maar ook over de keuze van het beste aardappelras verschillen de meningen. Voor de bereiding van rösti wordt traditioneel veel boter en/of reuzel gebruikt.
De term Röstigraben, rösti-gracht, duidt op de politieke en sociale verschillen tussen Duits- en Frans-Zwitserland.